# Dub v Kostelní ulici
Dub letní v Kostelní ulici je památný strom ve Varnsdorfu rostoucí v zástavbě rodinných domků v Kostelní ulici, poblíž křižovatky s třídou Československých letců. Byl vyhlášen památným stromem v roce 2008. 

## Základní údaje
- název: Dub letní v Kostelní ulici
- výška: 26 m (2008)
- obvod: 410 cm (2008)
- stáří: 130-150 let (2008)

## Památné a významné stromy v okolí
- Dub u nemocnice
- Varnsdorfská hruška
- Topol u varnsdorfského nádraží
- Lípa v Karlově ulici